# Ogród zamkowy w Norymberdze
Burggarten – barokowe ogrody w Norymberdze założone na basztach zamkowych z 1538 r. Ogrody zamkowe istniały już przed 1425 r. gdy Fryderyk III Habsburg założył ogrody wiszące. Obecne ogrody zamkowe powstały w 1677 r. na renesansowych basztach. W 1855 zostały odnowione i udostępnione publiczności przez Maksymiliana II. Uszkodzone w 1942, zostały zrekonstruowane po 1946 r.

## Źródła
- Helge Weingärtner: Burgbasteien. In: Michael Diefenbacher, Rudolf Endres (Hrsg.): Stadtlexikon Nürnberg. 2., verbesserte Auflage. W. Tümmels Verlag, Nürnberg 2000, ISBN 3-921590-69-8, S. 173